# Ambystoma leorae
Ambystoma leorae är en groddjursart som först beskrevs av Taylor 1943.  Ambystoma leorae ingår i släktet Ambystoma och familjen mullvadssalamandrar. IUCN kategoriserar arten globalt som akut hotad. Inga underarter finns listade i Catalogue of Life.